# Marcellino Albergotti Beltrami

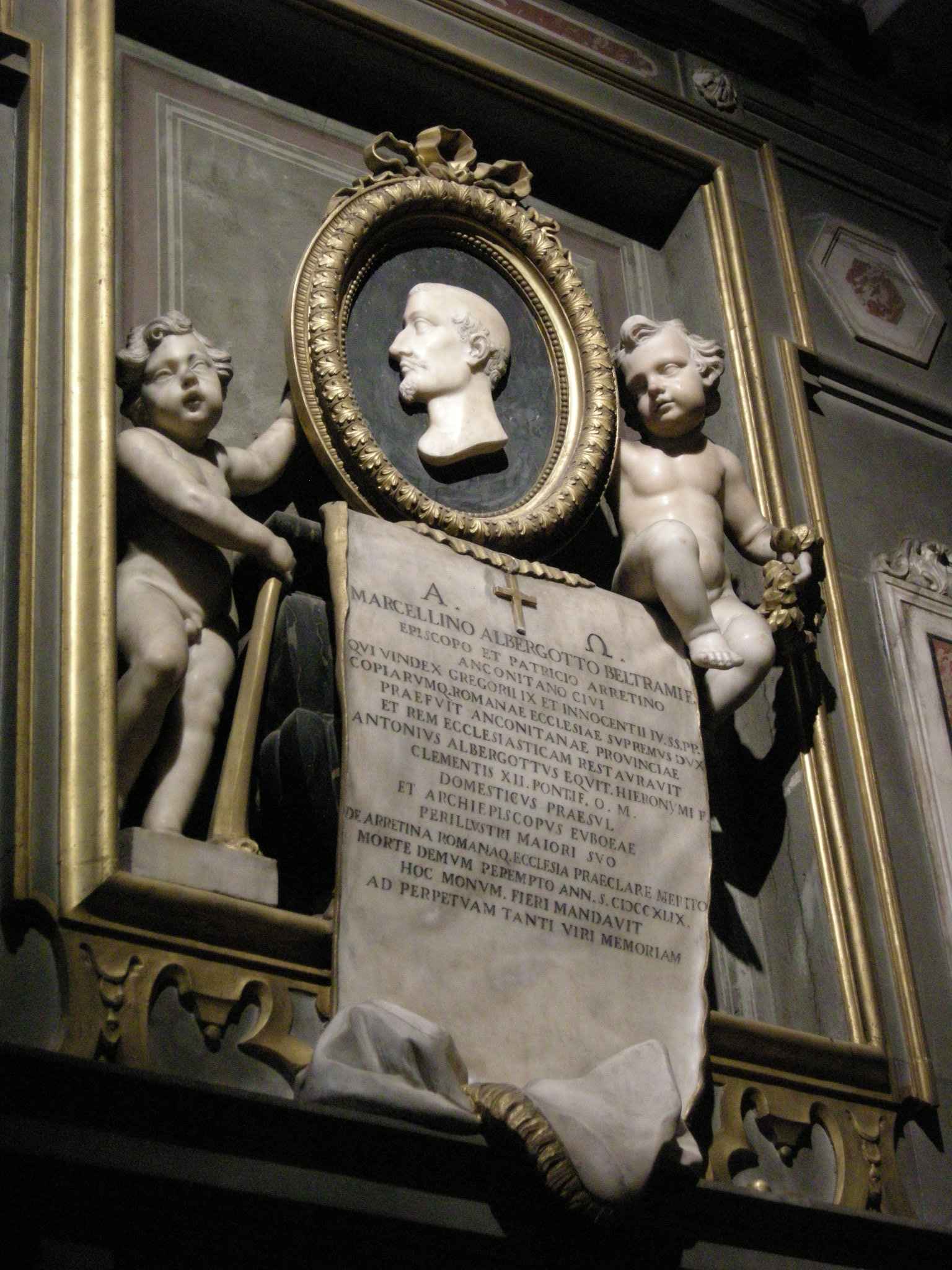
Monumento a Marcellino Albergotti Beltrami nella chiesa di San Gaetano a Firenze

Marcellino Albergotti Beltrami (Firenze, ... – Parma, 21 febbraio 1248) è stato un vescovo cattolico italiano.

## Biografia
Appartenente all'antica famiglia aretina degli Albergotti, fu governatore di Ancona.
Fu eletto vescovo di Ascoli Piceno nel 1230.
Nel 1236 fu traslato alla diocesi di Arezzo e rimase in carica fino al 1248. Nemico di Federico, dopo una battaglia fu fatto prigioniero nel dicembre 1247 ed impiccato presso Parma il 21 febbraio 1248. La sua uccisione fu oggetto di scandalo e i guelfi lo elessero a "martire", soprattutto grazie agli scritti di Ranieri di Viterbo.
La sua tomba si trova dal 1772 nella cappella di famiglia degli Albergotti nella chiesa dei Santi Michele e Gaetano a Firenze.